# Thomas Blaschek
Thomas Blaschek (Gera, 5 aprile 1981) è un ex ostacolista ed ex bobbista tedesco.

## Palmarès

### Atletica leggera
| Anno | Manifestazione    | Sede      | Evento   | Risultato  | Prestazione | Note |
| ---- | ----------------- | --------- | -------- | ---------- | ----------- | ---- |
| 2000 | Mondiali juniores | Santiago  | 100 m hs | Argento    | 13"80       |      |
| 2001 | Europei under 23  | Amsterdam | 110 m hs | Batteria   | 14"17       |      |
| 2003 | Europei under 23  | Bydgoszcz | 110 m hs | Semifinale | 13"77       |      |
| 2005 | Europei indoor    | Gand      | 60 m hs  | 5º         | 7"68        |      |
| 2006 | Mondiali indoor   | Mosca     | 60 m hs  | 6º         | 7"57        |      |
| 2006 | Europei           | Göteborg  | 110 m hs | Argento    | 13"46       |      |
| 2007 | Mondiali          | Osaka     | 110 m hs | Semifinale | 13"77       |      |

#### Altre competizioni internazionali
2005
- Coppa Europa di atletica leggera ( Firenze)

### Bob

#### Europei
- 2 medaglie:
  - 2 bronzi (bob a quattro ad Altenberg 2012; bob a quattro a Innsbruck 2013).

#### Coppa del Mondo
- 7 podi (tutti nel bob a quattro):
  - 1 vittoria;
  - 1 secondo posto;
  - 5 terzi posti.

#### Coppa del Mondo - vittorie
| Data             | Luogo      | Paese    | Disciplina                                                            |
| ---------------- | ---------- | -------- | --------------------------------------------------------------------- |
| 18 dicembre 2011 | Winterberg | Germania | a quattro con Thomas Florschütz (pilota), Kevin Kuske e Gino Gerhardi |

#### Coppa Europa
- 3 podi (tutti nel bob a quattro):
  - 1 vittoria;
  - 1 secondo posto;
  - 1 terzo posto.